# Illa de Greely
L'illa de Greely (en rus: Остров Грили) és una illa de la Terra de Francesc Josep, Rússia, dins el subgrup de la Terra de Zichy.
La seva superfície és de 127 km², amb una llargada de 17,5 km i una amplada de 10,5 km i està gairebé completament per glaceres. Sols petites zones estan lliures de gel. El punt més elevat de l'illa es troba a 474 msnm. Un estret canal la separa de l'illa Ziegler, a l'oest. Al nord-oest hi ha l'illa Payer i al nord les petites illes Kuhn i Kane.
L'illa de Greely va ser descoberta l'abril de 1874 per l'expedició austrohongaresa al pol Nord. Apareix al primer mapa de la Terra de Francesc Josep de Julius Payer com a part d'una extensa massa terrestre que va anomenar la terra de Zichy.  No va ser fins a l'expedició polar Baldwin-Ziegler de 1901-1902 que es va determinar que la Terra de Zichy en realitat eren nombroses illes. Evelyn Baldwin hi va establir un dels seus dos camps base (Kane Lodge) i va batejar l'illa com a illa McKinley. Finalment Anthony Fiala li va donar el nom definitiu en record de l'explorador estatunidenc de l'Àrtida Adolphus Greely, recordat per una dramàtica expedició al nord de l'illa Ellesmere entre 1881 i 1884 com a part del Primer Any Polar Internacional.